# Zaouya Nasiriyya
La Zaouya Nāṣiriyya è una confraternita religiosa sufi fondata nel 1010 dell'Egira da Sidi Mohammed ibn Nasir. Il suo centro è a Tamegroute nella provincia di Zagora.